# Татарське Івашкино
Татарське Іва́шкино (рос. Татарское Ивашкино, чув. Тутар Йăвашкел) — присілок у складі Комсомольського району Чувашії, Росія. Входить до складу Новочелни-Сюрбеєвського сільського поселення.
Населення — 68 осіб (2010; 66 у 2002).
Національний склад:
- татари — 73 %